# 女の戦い (リベーラ)
『女の戦い』（おんなのたたかい、英: Combate de Mujeres）、または『女剣闘士』（おんなけんとうし、英: Women Gladiators）は、スペインのバロック絵画の巨匠ホセ・デ・リベーラが1636年にキャンバス上に油彩で制作した絵画である。制昨年と署名のあるこの絵画はリベーラの作品中でも極めて特異な作品であり、競技場で2人の若い女性が剣と盾を持って戦っている姿が描かれている。マドリードのプラド美術館に所蔵されている。

## 作品
オレンジ色の胴着を着た茶髪の女性が、地面に倒れた青い胴着と金髪の女性の頭をめがけて剣を高く振りかざし、とどめの一撃を与えようとしている。背後にある柵の手前に剣を持った男性が1人おり、柵の背後からは男性ばかりの観客が緊張の瞬間を見つめている。構図は斜めに配置された槍により枠取りされ、それが場面の戦闘的特質を強調している。
この作品については、委嘱の経緯やスペインに持ち込まれた初期の歴史に関する資料が欠けていることから、解釈をめぐって様々な説が展開されてきた。プラド美術館の初期の目録によれば、場面は、1552年にナポリで起きた伝説的な逸話を描いているとしていた。イザベラ・ディ・カラッツィ (Isabella de Carazzi) とディアンブラ・ディ・ポッティネッラ (Diambra de Pottinella) の2人の女性がナポリ総督ヴァスト侯爵の面前でファビオ・ゼレソーラ (Fabio Zeresola) という男性の愛を得るために決闘をして争ったというものである。絵画の主題はまた、「悪徳」と「徳」の間の戦いの寓意としても捉えられてきた。
しかし、本作は、マドリードのブエン・レティーロ宮殿のためにローマとナポリで制作された古代ローマ史連作のうちの1点であることが論証づけられた。ローマの歴史家カッシウス・ディオとスエトニウスは、ローマ皇帝ネロとドミティアヌスに敬意を表して女性同士が格闘した試合について記述している。
スペイン王フェリペ4世のブエン・レティーロ宮殿が競技や演劇などの様々な娯楽、接客のために造営された宮殿であったことを考えれば、そこを飾る絵画がそうした宮殿の用途を古代世界の慣習と結びつけて権威づけるために構想されたと想定できる。この連作をなす作品として、見世物やパレード、娯楽競技を主題とした14点の作品群が存在している。それらの作品は、リベーラ以外にもジョヴァンニ・ランフランコ、アンドレア・ディ・リオーネ、ジョヴァンニ・フランチェスコ・ロマネッリらの画家たちに委嘱された。
1991-1992年に行われた修復作業の結果、素晴らしい色彩的豊かさが明らかとなった。とりわけ、女性の衣服の明るいオレンジ色と藤色は、リベーラが1630年代半ば以降に16世紀ヴェネツィア派絵画に示した関心を反映している。